# Sante Ranucci
Sante Ranucci (Montefiascone, Provincia de Viterbo, 31 de octubre de 1933-20 de mayo de 2023) fue un ciclista italiano, que fue profesional entre 1956 y 1964. Como amateur, ganó el Campeonato del mundo en ruta. 

## Palmarés
- 1954
  - 1º en el Gran Premio Ciudad de Camaiore
- 1955
  - Campeón del mundo amateur en ruta
  - 1º en la Coppa Bologna
  - 1º en la Coppa 29 Martirio di Figline di Prato

### Resultados al Giro de Italia
- 1958. 12è de la clasificación general
- 1962. Abandona
- 1963. 34è de la clasificación general